# Tărnovți, Kărdjali
Tărnovți (în bulgară Търновци) este un sat în comuna Djebel, regiunea Kărdjali,  Bulgaria. 

## Demografie
Componența etnică a satului Tărnovți
     Turci (98%)
     Nicio identificare (2%)
     Altele (0%)
La recensământul din 2011, populația satului Tărnovți era de 50 locuitori. Din punct de vedere etnic, majoritatea locuitorilor (98%) erau turci. Pentru 2% din locuitori nu este cunoscută apartenența etnică.